# Постживописна абстракція
Постживопи́сна абстра́кція (англ. Post-painterly Abstraction), хромати́чна абстра́кція — течія в абстрактному живописі, що зародилась у США у 1950-х роках. Термін запропонував американський історик і теоретик авангардного мистецтва Клемент Грінберг для позначення напряму, репрезентованого на виставці, яку він курував у Музеї мистецтв округу Лос-Анджелес у 1964 році і яка згодом переїхала до Центру мистецтв Вокера та Художньої галереї Онтаріо.

## Опис
Постживописна абстракція постала під впливом абстрактного експресіонізму 1940-х і 1950-х років. До основних ознак постживописної абстракції критики відносять споглядально-меланхолійний стиль живопису, чіткі краї, вільний мазок, гармонію або контраст простих форм, монументальність та аскетичність.
Постживописна абстракція, яка набралася сил від духу новаторства тієї доби і досягла найвищого злету в 1960-х роках, продовжила рухатися в різних напрямках і поступово була витіснена новітніми течіями: мінімалізмом, живописом жорстких контурів, ліричною абстракцією, живописом кольорового поля.

## Представники постживописної абстракції
- Волтер Дарбі Баннард[en],
- Джек Буш,
- Джин Девіс[en],
- Томас Даунінг[en],
- Фрідель Дзубас[en],
- Пол Філі[en],
- Джон Феррен[en],
- Сем Френсіс[en],
- Гелен Франкенталер,
- Сем Джілліам[en],
- Ал Гелд[en],
- Еллсворт Келлі,
- Олександр Ліберман,
- Морріс Луїс,
- Артур Маккей[en],
- Говард Мерінг[en],
- Кеннет Ноланд,
- Джулс Оліцькі,
- Рей Паркер[en],
- Девід Сімпсон[en],
- Френк Стелла,
- Емерсон Вольффер[en]

Усього у виставці, організованій Клементом Грінбергом у 1964 році, взяв участь 31 американський і канадський художник, які стали відомими у 1960-х роках.
До художників, чий стиль мав «певні риси постживописної абстракції», також відносять представника попереднього покоління митців Барнетта Ньюмана.